# Topolino e il gorilla Spettro
Topolino e il gorilla Spettro è una storia a fumetti della Walt Disney realizzata da Floyd Gottfredson (soggetto e disegni), Ted Osborne (sceneggiatura) e Ted Thwaites (ripasso a china), pubblicata sui quotidiani statunitensi dal 5 aprile al 7 agosto 1937. In Italia è stata pubblicata sui numeri dal 256 al 288 di Topolino giornale, in un periodo compreso tra il 18 novembre 1937 e il 30 giugno 1938.

## La storia
L'avventura rappresenta il seguito de Topolino e il mistero dell'uomo nuvola: la narrazione si apre, infatti, con Topolino che torna a casa dopo l'avventura vissuta con il suo amico Pippo ed il professor Enigm.
Appena tornato a casa, Topolino incontra Minni e il Capitan Toporagno (già apparso in "Topolino e i pirati" e chiamato Radimare nelle ristampe successive) che lo spinge a una nuova avventura. Il marinaio racconta di come il gorilla Spettro fu portato in America, dal Kenya, da un suo amico, il capitano Azzardo; usando il gorilla come guida, sarebbe possibile ora recuperare il favoloso tesoro scoperto da Azzardo. Alla conversazione assiste, non visto, Pietro Gambadilegno, venuto per sparare al suo eterno nemico,; si lascia però convincere dal complice Eli Squick a rinunciare all’immediata vendetta per impadronirsi del tesoro.
Topolino parte per l’Africa, accompagnato, dopo qualche esitazione, da Minni e Pippo; a Nairobi si aggiungono Spettro e la guida indigena Abdoma. Li seguono costantemente Gambadilegno e Squick, che hanno fatto il viaggio sulla loro stessa nave, travestiti da donne. Spettro, grazie all’innata capacità dei gorilla di ritornare al loro luogo natale, conduce la spedizione fino alla sua tribù, che vive nello stesso luogo in cui è sepolto il tesoro. A questo punto, però, intervengono i due banditi, che prima con un trucco mettono in fuga i portatori, poi catturano Topolino e i suoi compagni e si impadroniscono del cofano appena dissotterrato.
Con una fucilata, Gambadilegno sta per regolare definitivamente i conti con Topolino, ma in quel momento vengono catturati sono catturati dai cannibali di Re Buruburù. Il mattino dopo, i selvaggi si preparano a cucinare i loro prigionieri ma, quando Pippo è già nel pentolone dell’acqua bollente, arrivano in soccorso Spettro e le scimmie della sua tribù, che mettono in fuga i cannibali. Lo stesso Spettro procura a Topolino, Minni e Pippo tre elefanti con cui potranno raggiungere Nairobi, portandosi dietro il tesoro.
A Nairobi, Topolino perdona Abdoma, che era in precedenza fuggito durante la battaglia, e gli concede anzi una generosa mancia. I protagonisti tornano negli Stati Uniti, dove dividono col capitano il ricavato della loro impresa; Pippo è particolarmente orgoglioso di essere stato scelto dai cannibali come prima portata. Gambadilegno e Squick, sempre prigionieri dei cannibali, potrebbero scampare alla loro sorte sposando le due bruttissime figlie del re; preferiscono però fuggire e affrontare i pericoli della giungla.
Una citazione della storia è presente all'inizio dell'avventura seguente Topolino re per forza del 1937-38.